# Беляев, Александр Михайлович
Алекса́ндр Миха́йлович Беля́ев (26 сентября 1975 — 9 октября 2022, Москва) — российский музыкальный журналист, музыкальный критик, эксперт в области джаза и классического рока, переводчик с английского языка. Перевёл автобиографии Эрика Клэптона и Мэрилина Мэнсона, биографии Джона Леннона, Робби Уильямса, Led Zeppelin, AC/DC, также исследования «Как музыка стала свободной» Стивена Уитта, «Тинейджеры» Джона Сэвиджа и др.

## Биография
Александр Беляев родился 26 сентября 1975 года.
В середине апреля 2013 года Александр Беляев отметил сходство презентованной в марте песни группы «Секрет» «Всё это и есть любовь» из одноимённого альбома с композицией Tzilo Shel Yom Kayitz («Тень в летний день», צילו של יום קיץ) израильского рок-музыканта Ицхара Ашдота. Ашдот известен своей музыкальной деятельности с 1973 года и как участник группы T-Slam. Лейбл Navigator Records подтвердил сходство, указав: «авторство песни „Всё это и есть любовь“ принадлежит: музыка Ицхар Ашдот (Izhar Ashdot) и Максим Леонидов, слова Максим Леонидов».
В 2019 году у Александра Беляева был диагностирован рак желудка и сделана операция по тотальному удалению желудка (гастрэктомия), после чего он «в психотерапевтических целях» написал книгу «Человек в бандане: История онкологического пациента, рассказанная от первого лица».
Умер 9 октября 2022 года в Москве.